# 太平洋之翼
《太平洋之翼》（たいへいようのつばさ）是1963年1月3日上映的日本戰爭電影。

## 劇情概要
太平洋戰爭末期，日本帝國海軍的制海制空權已失，美軍即將向日本本土推進，千田中佐（即源田實）召集在日本本土、硫磺島、拉包爾和菲律賓上的各個驍勇善戰的飛行員，聯合組成「三四三航空隊」，並駕駛著新型戰機「紫電改」保衛日本本土，這時美國戰機大編隊襲擊日本，P-51、SBD、F6F等各型戰機和「紫電改」展開一場空中大決戰，成功奪取勝利，但是「三四三航空隊」經歷數場戰鬥之後，免不了最後慘致全軍覆沒的下場，龍、安宅、矢野三位隊長也不幸在戰鬥中殉職了。

## 演員
- 千田中佐：三船敏郎
- 龍司郎：加山雄三
- 安宅信夫：夏木陽介
- 矢野哲平：佐藤允
- 玉井美也子：星由里子
- 丹下飛曹：渥美清
- 三原少佐：池部良
- 航空隊副長加藤：平田昭彥
- 中馬大佐：田崎潤
- 軍令部總長及川：志村喬
- 第二艦隊司令官伊藤：藤田進
- 大和艦長:河津清三郎